# Fluorbenzol
A fluorbenzol szerves vegyület, képlete C6H5F, gyakori rövidítéssel PhF. A benzol halogénezett származéka, melyben a benzolgyűrűhöz egy hidrogénatom helyett fluoratom kapcsolódik. Olvadáspontja (−44 °C) a benzolénál alacsonyabb, ami jól mutatja a szerves vegyületekbe épülő fluoratom intermolekuláris kölcsönhatásokra kifejtett jelentős hatását. A PhF és a benzol forráspontja ugyanakkor csak 4 °C-kal tér el egymástól.

## Előállítása
Laboratóriumban a PhF kényelmesen előállítható a benzoldiazónium-tetrafluoroborát hőbontásával
PhN2BF4 → PhF  +  BF3   +  N2
Az eljárás során a szilárd [PhN2]BF4 lánggal történő melegítésével indítják be az exoterm reakciót, melynek két illékony terméke – PhF and BF3 – könnyen elválasztható egymástól a forráspontkülönbségük alapján.
A PhF előállításáról elsőként Otto Wallach számolt be a bonni egyetemen 1886-ban. A vegyületet – a fentihez hasonlóan – szintén fenildiazónium sóból kiindulva, két lépésben állította elő. A diazónium-kloridot először piperidinidjévé alakította, melyet utána hidrogén-fluoriddal bontott el.
[PhN2]Cl  +  2 C5H10NH → PhN=N-NC5H10  +  [C5H10NH2]Cl
PhN=N-NC5H10  +  2 HF → PhF  +  N2  +  [C5H10NH2]F
Egy érdekes tudománytörténeti megjegyzés: Wallach idején a fluort „Fl”-lel jelölték, ezért munkájában így szerepelt: „Fluorbenzol, C6H5Fl”.
Technikai szintézise ciklopentadién és difluorkarbén reakciójával történik. Az első lépésben keletkező ciklopropán gyűrűbővülésen, majd hidrogén-fluorid elimináción megy keresztül.

## Reakciói
A PhF a nagyon erős C–F kötés miatt kevéssé reakcióképes vegyület. Erősen reakcióképes anyagok oldószereként használható, de fémkomplexének kristályait is előállították.

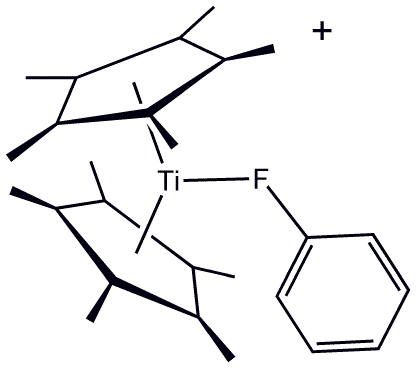
A [(C_{5}Me_{5})_{2}Ti(FC_{6}H_{5})]^{+}, a fluorbenzol egyik koordinációs komplexének szerkezete.

A fluorbenzol fluorozásának fő terméke az 1,2-difluorbenzol.

## Fordítás
Ez a szócikk részben vagy egészben a Fluorobenzene című angol Wikipédia-szócikk ezen változatának fordításán alapul.  Az eredeti cikk szerkesztőit annak laptörténete sorolja fel. Ez a jelzés csupán a megfogalmazás eredetét és a szerzői jogokat jelzi, nem szolgál a cikkben szereplő információk forrásmegjelöléseként.